# Генеральний магістр ордена проповідників
Генеральний магістр Ордена проповідників — офіційний титул глави Ордена проповідників, широко відомих як домініканці. Упродовж історії ордена його очолювали 87 осіб, першим був засновник ордена Святий Домінік, нині пост генерального магістра домініканців займає Брюно Кадоре.
У різні періоди часу глава домініканців мав титул «Магістр», «Генеральний магістр», «Магістр ордена» або «Генерал»
Всі керівники, які очолювали домініканців, обирались на генеральних капітулах. Глава ордена обирається на певний термін, після завершення якого на генеральному капітулі обирається його наступник. Нині генеральний магістр обирається терміном на 9 років.
Найменший термін перебування на посту належить десятому магістру, Альберто Чіаварі (3 місяці), найбільший — у шістдесятого, Антонена Клоше (34 роки). Сорок сім магістрів померли під час перебування на посту, десять магістрів достроково виходили у відставку з різних причин, причому троє з них були усунуті від керівництва домініканцями Святим Престолом; решта залишали пост глави ордена після завершення терміну повноважень. Тільки одна особа, Марчіаль Аурібеллі (29-й генеральний магістр), обирався двічі.
До святих причислені двоє з домініканських генеральних магістрів — сам Святий Домінік і Святий Раймунд де Пеньяфорт (третій за рахунком глава ордена). Беатифіковано шістьох — Йордан Саксонський (2), Джованні да Верчеллі (6), Ніколо Боккасіні, у подальшому папа Бенедикт XI (9), Раймондо делле Віньє (23), Іасент-Марі Корм'єр (76) та Буенавентура Гарсіа де Паредес (78). Сім осіб ставали кардиналами. 38 разів магістрами ставали італійці, 25 — французи, 15 — іспанці, двічі німці та ірландці, по одному разу австрійці, голландці, англійці, мексиканці й аргентинці.

## Список генеральних магістрів
| #  | Генеральний магістр                                         | Зображення | Роки на посту        | Місце народження                  | Додаткова інформація                                                                     |
| -- | ----------------------------------------------------------- | ---------- | -------------------- | --------------------------------- | ---------------------------------------------------------------------------------------- |
| 1  | Святий Домінік                                              |            | 1216-1221            | Калеруега, Кастилія               | Канонізований 1234 року папою Григорієм IX                                               |
| 2  | Блаженний Йордан Саксонський                                |            | 1222-1237            | Вестфалія                         | Беатифікований 1825 року папою Львом XII                                                 |
| 3  | Святий Раймунд де Пеньяфорт                                 |            | 1238-1240            | Каталонія                         | Канонізований 1601 року папою Климентом VIII                                             |
| 4  | Йоганн фон Вільдесхаузен                                    |            | 1241-1252            | Вільдесхаузен, Нижня Саксонія     |                                                                                          |
| 5  | Гумберт Романський                                          |            | 1254-1263            | Роман-сюр-Ізер, Дофіне            |                                                                                          |
| 6  | Блаженний Джованні да Верчеллі                              |            | 1264-1283            | Моссо, П'ємонт                    | Беатифікований 1903 року папою Пієм X                                                    |
| 7  | Муньйо де Самора                                            |            | 1285-1291            | Самора, Кастилія                  |                                                                                          |
| 8  | Етьєн де Безансон                                           |            | 1292-1294            | Безансон, Франш-Конте             |                                                                                          |
| 9  | Ніколо Бокассіні де Тревізо (у подальшому папа Бенедикт XI) |            | 1296-1298            | Тревізо                           |                                                                                          |
| 10 | Альберто де Кьяварі                                         |            | 1300                 | Кьяварі, Лігурія                  |                                                                                          |
| 11 | Бернар де Жюсі                                              |            | 1301-1303            | Жюсі, Аквітанія                   |                                                                                          |
| 12 | Амеріго Джильяні                                            |            | 1304-1311            | П'яченца, Емілія-Романья          |                                                                                          |
| 13 | Беренгарій Ландорський                                      |            | 1312-1317            | Південна Франція                  |                                                                                          |
| 14 | Ерве де Неделлек                                            |            | 1318-1323            | Неделлек, Бретань                 |                                                                                          |
| 15 | Барнаба Каньйолі                                            |            | 1324-1332            | Верчеллі, П'ємонт                 |                                                                                          |
| 16 | Юго де Восман                                               |            | 1333-1341            | Бургундія                         |                                                                                          |
| 17 | Жерар де Домар                                              |            | 1342                 | Лімож                             |                                                                                          |
| 18 | П'єр де Бом                                                 |            | 1343-1345            |                                   |                                                                                          |
| 19 | Гарін де Гі                                                 |            | 1346-1348            |                                   |                                                                                          |
| 20 | Жан де Мулен                                                |            | 1349-1350            |                                   | кардинал                                                                                 |
| 21 | Симон де Лангр                                              |            | 1352-1366            | Бургундія                         | нунцій у Франції та Угорщині                                                             |
| 22 | Еліа Раймон                                                 |            | 1367-1380            | Тулуза                            | підтримував антипапу Климента VII                                                        |
| 23 | Блаженний Раймондо делле Віньє                              |            | 1380-1399            | Капуя                             | беатифікований 1899 року папою Львом XIII                                                |
| 24 | Томмазо Паккароні                                           |            | 1401-1414            |                                   |                                                                                          |
| 25 | Леонардо Даті                                               |            | 1414-1425            |                                   | вірогідний автор астрономічного твору «Сфера»                                            |
| 26 | Бартелемі Тексьє                                            |            | 1426-1449            |                                   |                                                                                          |
| 27 | П'єр Рошен                                                  |            | 1450                 |                                   |                                                                                          |
| 28 | Гі Фламоше                                                  |            | 1451                 |                                   |                                                                                          |
| 29 | Марчіаль Аурібелій                                          |            | 1453-1462, 1465—1473 |                                   | єдиний глава ордена, який займав пост двічі                                              |
| 30 | Коррадо ді Асті                                             |            | 1462-1465            | Асті, П'ємонт                     |                                                                                          |
| 31 | Леонардо Мансуеті                                           |            | 1474-1480            |                                   |                                                                                          |
| 32 | Сальво Кассетта                                             |            | 1481-1483            |                                   |                                                                                          |
| 33 | Бартоломео Комацці                                          |            | 1484-1485            |                                   |                                                                                          |
| 34 | Барнаба Сансоні                                             |            | 1486                 |                                   |                                                                                          |
| 35 | Джіоаччіно Торріані                                         |            | 1487-1500            |                                   |                                                                                          |
| 36 | Вінченцо Банделло                                           |            | 1501-1506            |                                   |                                                                                          |
| 37 | Жан Клере                                                   |            | 1507                 |                                   |                                                                                          |
| 38 | Томмазо де Віо (Каетан)                                     |            | 1508-1518            | Гаета, Неаполітанське королівство | кардинал, богослов                                                                       |
| 39 | Гарсіа де Лоайса                                            |            | 1518-1524            | Талавера де ла Рейна, Іспанія     | кардинал, архієпископ Севільї                                                            |
| 40 | Франческо Сильвестрі                                        |            | 1525-1528            | Феррара                           | теолог, філософ                                                                          |
| 41 | Паоло Бутіджелла                                            |            | 1530-1531            |                                   |                                                                                          |
| 42 | Жан де Фейньєр                                              |            | 1532-1538            |                                   |                                                                                          |
| 43 | Агостіно Рекуператі                                         |            | 1539-1540            |                                   |                                                                                          |
| 44 | Альберто де лас Касас                                       |            | 1542-1544            |                                   |                                                                                          |
| 45 | Франческо Ромео                                             |            | 1546-1552            |                                   |                                                                                          |
| 46 | Стефано Усодімаре                                           |            | 1553-1557            |                                   |                                                                                          |
| 47 | Вінченцо Джустініані                                        |            | 1558-1570            | Хіос                              | кардинал                                                                                 |
| 48 | Серафіно Каваллі                                            |            | 1571-1578            |                                   |                                                                                          |
| 49 | Паоло Констабіле                                            |            | 1580-1582            |                                   |                                                                                          |
| 50 | Сісто Фабрі                                                 |            | 1583-1589            |                                   |                                                                                          |
| 51 | Іполіто Марія Беккарія                                      |            | 1589-1600            |                                   |                                                                                          |
| 52 | Херонімо Ксав'єрре                                          |            | 1601-1607            | Сарагоса, Іспанія                 | кардинал                                                                                 |
| 53 | Агостіно Галаміні                                           |            | 1608-1612            |                                   |                                                                                          |
| 54 | Серафіно Секкі                                              |            | 1612-1628            |                                   |                                                                                          |
| 55 | Ніколо Рідольфі                                             |            | 1629-1642            |                                   |                                                                                          |
| 56 | Томмазо Турко                                               |            | 1644-1649            |                                   |                                                                                          |
| 57 | Джованні Батіста де Марініс                                 |            | 1650-1669            |                                   |                                                                                          |
| 58 | Хуан Томас де Рокаберті                                     |            | 1670-1677            | Пералада, Каталонія               | богослов                                                                                 |
| 59 | Антоніо де Монрой                                           |            | 1677-1686            |                                   |                                                                                          |
| 60 | Антонен Клоше                                               |            | 1686-1720            |                                   |                                                                                          |
| 61 | Агустін Піпіа                                               |            | 1721-1725            |                                   |                                                                                          |
| 62 | Томас Ріполл                                                |            | 1725-1747            |                                   |                                                                                          |
| 63 | Антонен Бремон                                              |            | 1748-1755            |                                   |                                                                                          |
| 64 | Хуан Томас де Боксадорс                                     |            | 1756-1777            |                                   |                                                                                          |
| 65 | Бальтасар де Кіньйонес                                      |            | 1777-1798            |                                   |                                                                                          |
| 66 | Піо Джузеппе Гадді                                          |            | 1798-1819            |                                   |                                                                                          |
| 67 | Хоакін Бріс                                                 |            | 1825-1831            |                                   |                                                                                          |
| 68 | Франческо Фердинандо Ябалот                                 |            | 1832-1834            |                                   |                                                                                          |
| 69 | Бенедетто Мауриціо Олів'єрі                                 |            | 1834-1835            |                                   |                                                                                          |
| 70 | Томмазо Джиакінто Чіполлетті                                |            | 1835-1838            |                                   |                                                                                          |
| 71 | Анджело Анкарані                                            |            | 1838-1844            |                                   |                                                                                          |
| 72 | Вінченцо Аелло                                              |            | 1844-1850            |                                   |                                                                                          |
| 73 | Венсан Жандел                                               |            | 1850-1872            | Жербевіллер, Лотарингія           | У 1873—1879 роках обов'язки глави ордена виконував генеральний вікарій Джузеппе Санвінто |
| 74 | Хосе Марія Ларокка                                          |            | 1879-1891            |                                   |                                                                                          |
| 75 | Андреас Фрювірт                                             |            | 1879-1891            | Санкт-Анна-ам-Айген, Австрія      | кардинал                                                                                 |
| 76 | Блаженний Іасент Марі Корм'єр                               |            | 1904-1916            | Орлеан, Франція                   | беатифікований 1994 року папою Іваном Павлом II                                          |
| 77 | Людвіг Тейслінг                                             |            | 1916-1925            | Нідерланди                        |                                                                                          |
| 78 | Блаженний Буенавентура Гарсіа де Паредес                    |            | 1926-1929            | Іспанія                           | беатифікований 2007 року папою Бенедиктом XVI                                            |
| 79 | Мартен Жілле                                                |            | 1929-1946            | Луппі-сюр-Луазон, Франція         |                                                                                          |
| 80 | Мануель Суарес                                              |            | 1946-1954            | Іспанія                           |                                                                                          |
| 81 | Майкл Браун                                                 |            | 1955-1962            | Ірландія                          | кардинал                                                                                 |
| 82 | Анісето Фернандес Алонсо                                    |            | 1962-1974            | Іспанія                           |                                                                                          |
| 83 | Венсан де Куенонль                                          |            | 1974-1983            | Франція                           |                                                                                          |
| 84 | Дем'єн Бірн                                                 |            | 1983-1992            | Ірландія                          |                                                                                          |
| 85 | Тімоті Редкліфф                                             |            | 1992-2001            | Лондон, Велика Британія           |                                                                                          |
| 86 | Карлос Аспірос Коста                                        |            | 2001-2010            | Буенос-Айрес, Аргентина           |                                                                                          |
| 87 | Брюно Кадоре                                                |            | 2010-2019            | Ле-Крезо, Франція                 |                                                                                          |
| 88 | Жерар Тімонер                                               |            | 2019-                | Дает, Філіппіни                   | чинний магістр ордена                                                                    |